# HLA-B51

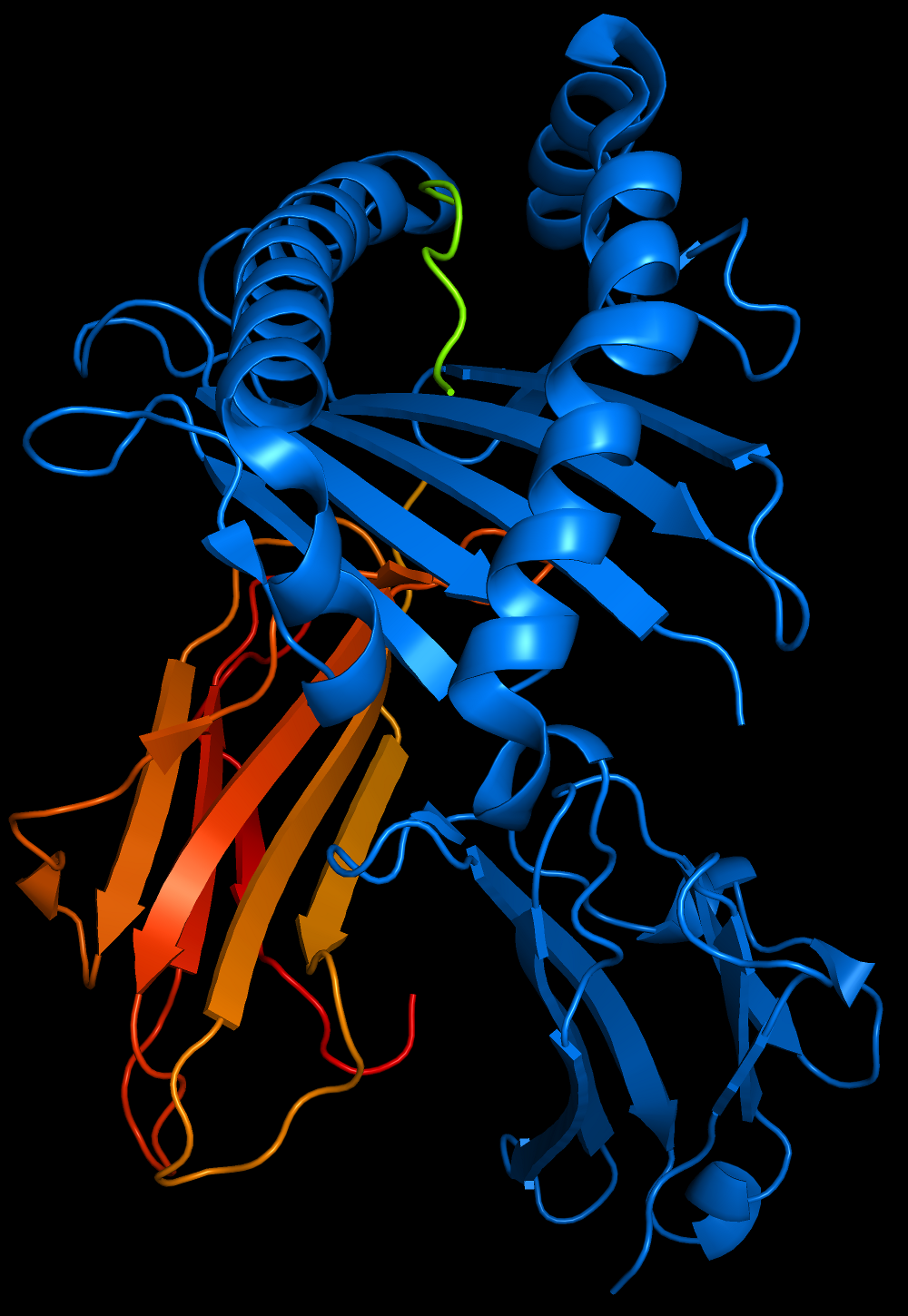

HLA-B51 هو نمط مصلي من مستضد الكريات البيضاء البشرية-ب.